# Ashfield (Massachusetts)
Ashfield és una població dels Estats Units a l'estat de Massachusetts. Segons el cens del 2000 tenia 1.800 habitants.

## Demografia
Segons el cens del 2000, Ashfield tenia 1.800 habitants, 741 habitatges, i 500 famílies. La densitat de població era de 17,2 habitants per km².
Dels 741 habitatges en un 31,8% hi vivien nens de menys de 18 anys, en un 55,6% hi vivien parelles casades, en un 9,2% dones solteres, i en un 32,4% no eren unitats familiars. En el 24% dels habitatges hi vivien persones soles el 8,2% de les quals corresponia a persones de 65 anys o més que vivien soles. El nombre mitjà de persones vivint en cada habitatge era de 2,43 i el nombre mitjà de persones que vivien en cada família era de 2,9.
Per edats la població es repartia de la següent manera: un 23,8% tenia menys de 18 anys, un 4,9% entre 18 i 24, un 26,5% entre 25 i 44, un 33,2% de 45 a 60 i un 11,6% 65 anys o més.
L'edat mediana era de 42 anys. Per cada 100 dones de 18 o més anys hi havia 88,7 homes.
La renda mediana per habitatge era de 52.875 $ i la renda mediana per família de 56.739$. Els homes tenien una renda mediana de 38.818 $ mentre que les dones 31.146$. La renda per capita de la població era de 26.483$. Entorn del 5,2% de les famílies i el 7,6% de la població estaven per davall del llindar de pobresa.